# Nusa Tenggara Orientale
Nusa Tenggara Orientale (indonesiano: Nusa Tenggara Timur, in italiano: Isole della Sonda orientali) è una provincia dell'Indonesia, che si estende sulla porzione orientale della Piccole Isole della Sonda, inclusa Timor Ovest. Il capoluogo provinciale è Kupang, situato sull'isola di Timor.
La provincia è costituita da circa 550 isole, ma è dominato da tre isole principali: Flores, Sumba e Timor Ovest, la parte occidentale dell'isola di Timor. La parte orientale di Timor è lo stato indipendente di Timor Est. Altre isole includono Adonara, Alor, Ende, Komodo, Lembata, Menipo, Rincah, Rote (l'isola più meridionale dell'Indonesia), Savu, Semau e Solor.

## Geografia antropica

### Suddivisioni amministrative

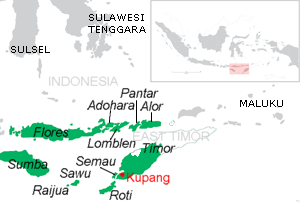
Il territorio della provincia indonesiana

Dopo la dichiarazione di indipendenza dell'Indonesia nel 1945, la parte orientale dell'Indonesia si dichiarò "Stato dell'Indonesia Orientale" con lo statuto di Staatsblad n ° 143, 1946. Lo stato fu poi incluso negli Stati Uniti dell'Indonesia come da accordi presi con gli olandesi nel trasferimento della sovranità all'Indonesia nel 1949.
Nel 1950, gli Stati Uniti d'Indonesia si sciolsero per dar vita a uno stato unitario, iniziando a dividere la regione in province. Nel 1958, con la legge Undang-Undang n. 64/1958, vennero istituite tre province nelle Piccole Isole della Sonda: Bali, Nusa Tenggara Occidentale e Nusa Tenggara Orientale. Secondo la legge, la provincia di Nusa Tenggara Orientale comprende la parte occidentale dell'isola di Timor, Flores, Sumba e altre piccole isole della regione. La provincia è stata poi ulteriormente suddivisa in dodici reggenze (kabupaten).
Dopo la caduta del regime di Suharto, nel 1998, diversi governi regionali hanno ampliato le proprie divisioni amministrative nel quadro della nuova politica di autonomia regionale. La provincia di Nusa Tenggara Orientale ha negli anni creato nuove reggenze. Nel 1999, è stata creata la Reggenza di Lembata, formata dopo aver diviso la Reggenza di Flores Orientale. Nel 2002, l'isola di Rote e la sua Reggenza di Kupang sono state divise creando la nuova Reggenza di Rote Ndao. L'anno successivo, la Reggenza di Manggarai è stata divisa creando la nuova Reggenza di Manggarai Occidentale. Nel 2007, l'amministrazione di Nusa Tenggara Orientale è stata ampliata con l'istituzione di quattro nuove reggenze. Nel 2008 è stata creata una nuova reggenza, Sabu Raijua, formata dalle isole di Savu e Raijua, staccatasi dalla Reggenza di Kupang.
Pertanto, dal 2008, fanno parte della provincia venti reggenze (kabupaten) e una sola municipalità (kota), Kupang. 
| Nome                                   | Capoluogo   | Anno | Statuto    | Area (km²) |
| -------------------------------------- | ----------- | ---- | ---------- | ---------- |
| Reggenza di Sumba Occidentale          | Waikabubak  | 1958 | UU 69/1958 | 702,72     |
| Reggenza di Sumba Orientale            | Waingapu    | 1958 | UU 69/1958 | 7 000,50   |
| Reggenza di Manggarai                  | Ruteng      | 1958 | UU 69/1958 | 1 545,97   |
| Reggenza di Sikka                      | Maumere     | 1958 | UU 69/1958 | 1 731,92   |
| Reggenza di Ngada                      | Bajawa      | 1958 | UU 69/1958 | 1 620,92   |
| Reggenza di Ende                       | Ende        | 1958 | UU 69/1958 | 2 046,62   |
| Reggenza di Flores Orientale           | Larantuka   | 1958 | UU 69/1958 | 1 812,85   |
| Reggenza di Kupang                     | Kupang      | 1958 | UU 69/1958 | 5 898,18   |
| Reggenza di Timor Centromeridionale    | Soe         | 1958 | UU 69/1958 | 3 947,00   |
| Reggenza di Timor Centrosettentrionale | Kefamenanu  | 1958 | UU 69/1958 | 2 669,66   |
| Reggenza di Belu                       | Atambua     | 1958 | UU 69/1958 | 2 445,57   |
| Reggenza di Alor                       | Kalabahi    | 1958 | UU 69/1958 | 2 864,60   |
| Reggenza di Lembata                    | Lewoleba    | 1999 | UU 52/1999 | 1 226,38   |
| Reggenza di Rote Ndao                  | Baa         | 2002 | UU 9/2002  | 1 280,00   |
| Reggenza di Manggarai Occidentale      | Labuan Bajo | 2003 | UU 8/2003  | 2 947,50   |
| Reggenza di Nagekeo                    | Mbay        | 2007 | UU 2/2007  | 1 416,96   |
| Reggenza di Sumba Centrale             | Waibakul    | 2007 | UU 3/2007  | 1 868,74   |
| Reggenza di Sumba Sudoccidentale       | Tambolaka   | 2007 | UU 16/2007 | 1 480,46   |
| Reggenza di Manggarai Orientale        | Borong      | 2007 | UU 36/2007 | 2 642,93   |
| Reggenza di Sabu Raijua                | Sebá        | 2008 | UU ../2008 | 460,54     |
| Kupang                                 | *           |      |            | 180,27     |

Note: * Una municipalità e anche capitale provinciale.

## Società

### Evoluzione demografica
La popolazione della provincia è stimata in 4 260 294 abitanti (2005). Le religioni più diffuse sono atipiche per l'Indonesia, con il 91% cristiani (a maggioranza cattolica, e grande popolazione protestante), l'8% musulmani, 0,6% indù o buddista, e 0,4% legati alle credenze tradizionali. Nusa Tenggara Orientale è diventata un rifugio per i cristiani indonesiani che fuggono dal conflitto in Maluku e Irian Jaya.
Il tasso di iscrizioni alla scuola secondaria è del 39%, drammaticamente al di sotto della media indonesiana (80,49% nel 2003/04, secondo l'UNESCO). La mancanza di acqua potabile, servizi igienico-sanitari, strutture sanitarie, portano la malnutrizione infantile al 32% e la mortalità infantile al 71 per 1000, valori più elevati rispetto alla maggior parte delle altre zone dell'Indonesia.